# Nicolas-Étienne Quatremère
Pour les articles homonymes, voir Quatremère.
Nicolas-Étienne Quatremère, né en 1751 et guillotiné le 21 janvier 1794, est un échevin français.
Quatremère exerça comme son père la profession de marchand de draps avec tant de distinction et de probité, qu’il reçut, en 1780, du roi Louis XVI, ainsi que son frère puiné, Quatremère de l’Épine, père de Quatremère-Disjonval et de Quatremère de Quincy, des lettres de noblesse et le cordon de Saint-Michel, faveur d’autant plus rare pour des commerçants, que son fils Marc Etienne Quatremère, fut autorisé à continuer le même commerce sans déroger. Il le continua en effet avec non moins de distinction que ses ancêtres.
En 1789 ce dernier fut nommé l’un des premiers officiers municipaux de la capitale. Après avoir rempli honorablement ces fonctions pendant deux ans, dans les circonstances les plus difficiles, il donna sa démission. Vers la fin de 1795,  il fut incarcéré traduit au tribunal révolutionnaire et condamné à mort, comme convaincu de complicité avec des fournisseurs infidèles et « pour avoir cherché à humilier le peuple par ses bienfaits ». Il avait épousé Anne-Charlotte Bourjot, célèbre par ses œuvres de charité.

## Sources
- Joseph-François Michaud, Biographie universelle ancienne et moderne, t. 16, Paris, Madame C. Desplaces, 1846, 360 p. (lire en ligne), p. 138.